# Liste des albums musicaux numéro un au Billboard 200 en 1999
Cette page présente les albums musicaux numéro 1 chaque semaine en 1999 au Billboard 200, le classement officiel des ventes d'albums aux États-Unis établi par le magazine Billboard. Les cinq meilleures ventes annuelles sont également listées.

## Classement hebdomadaire
| Date         | Artiste(s)               | Titre                                      | Référence |
| ------------ | ------------------------ | ------------------------------------------ | --------- |
| 2 janvier    | Garth Brooks             | Double Live                                |           |
| 9 janvier    | DMX                      | Flesh of My Flesh, Blood of My Blood       |           |
| 16 janvier   | DMX                      | Flesh of My Flesh, Blood of My Blood       |           |
| 23 janvier   | DMX                      | Flesh of My Flesh, Blood of My Blood       |           |
| 30 janvier   | Britney Spears           | ...Baby One More Time                      |           |
| 6 février    | Silkk the Shocker (en)   | Made Man                                   |           |
| 13 février   | Foxy Brown               | Chyna Doll                                 |           |
| 20 février   | Britney Spears           | ...Baby One More Time                      |           |
| 27 février   | Britney Spears           | ...Baby One More Time                      |           |
| 6 mars       | Britney Spears           | ...Baby One More Time                      |           |
| 13 mars      | TLC                      | FanMail                                    |           |
| 20 mars      | TLC                      | FanMail                                    |           |
| 27 mars      | TLC                      | FanMail                                    |           |
| 3 avril      | TLC                      | FanMail                                    |           |
| 10 avril     | Britney Spears           | ...Baby One More Time                      |           |
| 17 avril     | Britney Spears           | ...Baby One More Time                      |           |
| 24 avril     | Nas                      | I Am...                                    |           |
| 1er mai      | Nas                      | I Am...                                    |           |
| 8 mai        | TLC                      | FanMail                                    |           |
| 15 mai       | Divers artistes          | Ryde or Die Vol. 1                         |           |
| 22 mai       | Tim McGraw               | A Place in the Sun                         |           |
| 29 mai       | Ricky Martin             | Ricky Martin                               |           |
| 5 juin       | Backstreet Boys          | Millennium                                 |           |
| 12 juin      | Backstreet Boys          | Millennium                                 |           |
| 19 juin      | Backstreet Boys          | Millennium                                 |           |
| 26 juin      | Backstreet Boys          | Millennium                                 |           |
| 3 juillet    | Backstreet Boys          | Millennium                                 |           |
| 10 juillet   | Limp Bizkit              | Significant Other                          |           |
| 17 juillet   | Limp Bizkit              | Significant Other                          |           |
| 24 juillet   | Limp Bizkit              | Significant Other                          |           |
| 31 juillet   | Backstreet Boys          | Millennium                                 |           |
| 7 août       | Backstreet Boys          | Millennium                                 |           |
| 14 août      | Limp Bizkit              | Significant Other                          |           |
| 21 août      | Backstreet Boys          | Millennium                                 |           |
| 28 août      | Backstreet Boys          | Millennium                                 |           |
| 4 septembre  | Backstreet Boys          | Millennium                                 |           |
| 11 septembre | Christina Aguilera       | Christina Aguilera                         |           |
| 18 septembre | Dixie Chicks             | Fly                                        |           |
| 25 septembre | Dixie Chicks             | Fly                                        |           |
| 2 octobre    | Eve                      | Let There Be Eve...Ruff Ryder's First Lady |           |
| 9 octobre    | Nine Inch Nails          | The Fragile                                |           |
| 16 octobre   | Creed                    | Human Clay                                 |           |
| 23 octobre   | Creed                    | Human Clay                                 |           |
| 30 octobre   | Santana                  | Supernatural                               |           |
| 6 novembre   | Santana                  | Supernatural                               |           |
| 13 novembre  | Santana                  | Supernatural                               |           |
| 20 novembre  | Rage Against the Machine | The Battle of Los Angeles                  |           |
| 27 novembre  | Faith Hill               | Breathe                                    |           |
| 4 décembre   | Korn                     | Issues                                     |           |
| 11 décembre  | Céline Dion              | All The Way... A Decade of Song            |           |
| 18 décembre  | Céline Dion              | All The Way... A Decade of Song            |           |
| 25 décembre  | The Notorious B.I.G.     | Born Again                                 |           |

## Classement annuel
Les 5 meilleures ventes d'albums de l'année aux États-Unis selon Billboard :
1. Backstreet Boys - Millennium
2. Britney Spears - ...Baby One More Time
3. Shania Twain - Come on Over
4. 'N Sync - 'N Sync
5. Ricky Martin - Ricky Martin